# Bisarholmen
Bisarholmen (finska: Piisaari) är en ö i Finland. Den ligger i Skärgårdshavet och i kommunen Kimitoön i den ekonomiska regionen  Åboland i landskapet Egentliga Finland, i den sydvästra delen av landet. Ön ligger omkring 31 kilometer sydöst om Åbo och omkring 130 kilometer väster om Helsingfors.
Öns area är 54 hektar och dess största längd är 1,4 kilometer i öst-västlig riktning.